# 大村秀雄
大村 秀雄（おおむら ひでお、1906年2月3日 - 1993年1月13日））は、日本の哺乳類学者。日本近代クジラ学の創始者。日本鯨類研究所第2代所長。日本学士院賞受賞。

## 来歴
1906年、東京府生まれ。静岡県立静岡中学校、旧制静岡高等学校理科乙類を経て、1929年、東京帝国大学農学部水産学科卒業。
卒業後1年間は内閣の嘱託として人口食料問題調査会の業務に従事し、続く3年間は農林省の嘱託として漁業に関する調査に従事した。この時に沿岸捕鯨の事業場の許可事務や捕鯨統計をまとめたりしたのが鯨との関わりの始まりであった。1933年5月に農林技手として水産庁に勤務を命じられ、1936年8月、地方農業技師として和歌山県経済部水産課に勤務。1937年9月、農林技師として再び水産庁勤務に戻り、10月に漁業監督官として第二日新丸に乗船、南氷洋捕鯨に参加した。南氷洋で操業中、水産庁から捕鯨母船で欧州を周り捕鯨事情を調査するよう指示された。現地に着くと、1938年にロンドンで開催された第2回国際捕鯨会議に日本が代表を送ることになったので顧問として参加するよう命じられた。同年8月、帰国。
行政官としては、戦後、食糧難を解決するために捕鯨業の再開に尽力し、1945年、沿岸捕鯨の再開、1946年、小笠原捕鯨と南氷洋捕鯨の再開を実現した功績が高く評価される。1951年、農学博士（九州大学）（学位論文『日本近海の鯨』）取得。1951年から1976年まで毎年、国際捕鯨委員会及び、その下にある科学小委員会に出席した。
日本沿岸で捕獲される鰯鯨には、イワシクジラとニタリクジラの2種が含まれており、水温で棲み分けていることを外部形態と骨学とで明らかにし、それまで混乱していた統計上の問題を正した。のちに、二つの種類は吻の背面にあるキールを見れば、泳いでいるのを見ただけでも区別できることを明らかにした。この特徴は鯨の目視調査航海において今でも種類判定に役立っている。そのほか、日本沿岸のミンククジラやセミクジラの研究でも大きな業績を上げた。
1951年ごろから鯨類研究所のスタッフとして活躍し、1954年に水産庁を退任、鯨類研究所所長。1955年、同、理事長。1956年、組織変更を経て日本捕鯨協会鯨類研究所所長。研究体制を確立するとともに、研究者の育成にも力を入れ、多くの研究者を育てた。
研究成果の多くは英文の研究報告に発表され、世界の鯨研究者から高い評価を得ている。1952年から1962年まで日本大学講師を務めた。1987年に鯨類研究所を母体として日本鯨類研究所が設立されるに伴い顧問。1986年より江ノ島水族館名誉館長を務めた。

## 著書
- 大村秀雄,松浦義雄,宮崎一老 (1942). 鯨 : その科學と捕鯨の實際. 水産社. NCID BN10927429
- 大村秀雄,藤野和男,市原忠義,木村清治. 北太平洋産ナガス鯨の系統に関する研究 鯨類研究所 1958. NCID BA50006942
- 大村秀雄,根本敬久. 北太平洋産ナガス鯨の系統に関する研究 : 鯨類に附着する硅藻について 鯨類研究所 1958. NCID BA90152735
- Mackintosh, Neil Alison(著),大村秀雄(訳). 鯨の資源 日本捕鯨協会鯨類研究所 1967. NCID BN02941854
- 大村秀雄 (1969). 鯨を追って. 岩波新書
- 大村秀雄. 鯨の生態 共立出版 1974 共立科学ブックス22. NCID BN02367260
- 大村秀雄. イルカと人間: その文化史海洋出版1978イルカぶっくす1
- 内田清之助,大村秀雄,千葉彬司 (1982). 鳥.鯨を追って.カモシカ日記. 講談社,全集日本動物誌,8. ISBN 4061477080. NCID BN05511501
- 大村秀雄. 第二鯨学事始〔大村秀雄〕1986. NCID BN02381782
- 大村秀雄,粕谷俊雄. 南氷洋捕鯨航海記 : 1937/38年揺籃期捕鯨の記録 鳥海書房 2000			4925025147. NCID BA48970495

## 論文
- 国立情報学研究所収録論文 国立情報学研究所
- 大村秀雄; 西脇昌治 (1977-07). “鯨類の資源生物学的研究(日本学士院賞) (昭和52年度日本学士院賞受賞者の研究の概要<特集>)”. 学術月報 (日本学術振興会) 30 (4):  266-270. ISSN 03872440. NAID 40000447272.

## 賞詞
- 第67回（1977年/昭和52年）日本学士院賞：大村秀雄・西脇昌治：「鯨類の資源生物学的研究」

## 栄典
- 1976年 勲三等瑞宝章